# Rassúlida
La dinastia rassúlida o dels rassúlides fou una nissaga del Iemen, de suposat origen ghassànida, que va governar el país del 1229 al 1454.
L'epònim de la dinastia fou Muhàmmad ibn Harun, que va entrar al servei del califa abbàssida al-Mústanjid (1160-1170). En fou missatger, per la qual cosa va rebre el sobrenom de Rassul. Després va estar al servei de Nur-ad-Din Mahmud de Síria, que el va enviar com a ajudant de Saladí, que acabava de dominar Egipte. Saladí, després de restaurar l'ortodòxia sunnita a Egipte i abolir el califat fatimita, va decidir conquerir Aràbia i va enviar Rassul com a membre de l'expedició que va culminar amb la conquesta del Iemen. Rassul, aventurer coratjós, va aconseguir altres dignitats al Iemen, que després van passar al seu fill, Alí, i al seu net, Úmar. Fou aquest darrer, Úmar ibn Alí ibn Rassul, el que va inventar-se la llegenda que Rassul descendia de Jàbala ibn al-Àiham, darrer rei ghassànida (632-638), i, a través d'aquest, de Qahtan, Sabà, Qataban, Noè i Adam. Tradicionalment també s'afirmava que Rassul fou nomenat pel sultà aiúbida del Iemen com a «successor», però en el supòsit que fos així i hagués de substituir a al-Muàddham Turan-Xah en el govern del Iemen, seria com a sotsgovernador i no com a sobirà.
No se sap quan i on va morir Rassul. Se'l suposa un governador i capità capacitat que va acumular riquesa. Va deixar un fill de nom Xams-ad-Din Alí que al seu torn va tenir quatre fills. Xams-ad-Din Ali va morir el 1217. Se sap que portava al Iemen 45 anys, però no se sap a quina edat hi va anar. El seu fill gran fou Badr-ad-Din Hàssan, que va servir l'aiúbida al-Massud Yússuf (1215-1229) i va acabar morint a Taizz el 1263, on havia estat empresonat pel seu nebot al-Mudhàffar Xams-ad-Din Yússuf I, fill d'al-Mansur Nur-ad-Din Úmar I, primer sobirà rassúlida (1229-1250).
Inicialment Úmar I va estar al servei dels aiúbides. Quan el darrer sultà, al-Massud Yússuf (1215-1229), va marxar a Damasc per participar en les lluites familiars, va deixar Úmar com a atabeg i virrei del Iemen, Najm-ad-Din Àhmad ibn Abu-Zakariyya com a governador de Sana. Yússuf ja no va retornar al Ieme, ja que va morir de camí, a la Meca, probablement el 15 d'abril de 1229. D'aleshores l'atabeg va començar a actuar com a sobirà independent i va iniciar la dinastia rassúlida. Inicialment va reconèixer com a sobirà el sultà aiúbida d'Egipte, però el 1235 va rebre el nomenament oficial del califa abbàssida, trencant per tant la relació amb els aiúbides.
Controlava la Tihama i part del Iemen al sud de Sana, mentre el nord seguia en mans dels imams zaidites del Iemen. El primer sultà, Úmar I, va disputar Sanaa als zaydites, amb els quals va signar un tractat el 1230. Sana fou adjudicada en feu al seu nebot Àssad-ad-Din Muhàmmad ibn Hàssan, que no fou gaire lleial.
Úmar fou assassinat a al-Janad, prop de Taizz, el 1249 per un grup de mamelucs possiblement instigats per Àssad-ad-Din Muhàmmad ibn Hàsan. El va succeir el seu fill Yússuf I que es va dedicar a restablir el control a la Tihama i el sud del Iemen, perdut en part durant les lluites per Sana. Àssad-ad-Din Muhàmmad ibn Hàssan va continuar en el seu càrrec a Sana, però fou destituït el 1260 i substituït per Alam-ad-Din Xabi, que fou lleial i efectiu i va estendre una mica el poder cap al nord. El sultà Yússuf I residia a Taizz i, des de 1260, el seu regnat fou pacífic, excepte a les zones als nord de Sana. En aquell moment els dominis rassúlides van arribar a la seva màxima extensió, amb el poder estenent-se a l'Hadramaut i fins a Dhofar, controlant el port de Zufar, la moderna al-Balid, prop de Salala. En aquesta darrera regió hi va regnar una branca rassúlida de manera independent o semiindependent, però per no gaire temps. Alam-ad-Din Xabi va morir el 1283 i després d'això Sana es va perdre aviat i ja no va estar en poder dels rassúlides de manera habitual.
Yússuf I va morir el 1295. El va succeir el seu fill Úmar II (1295-1296) i a aquest el seu germà al-Muàyyad Hizabr al-Din Daüd, a partir del qual i fins al 1438 la successió va anar de pare a fill sense alteracions. Molts d'aquests sobirans foren bons governants sense arribar, però, a l'esplendor dels temps de Yússuf.
El 1424 va morir an-Nàssir Salah-ad-Din Àhmad i la dinastia va entrar en accelerada decadència: revoltes del mamelucs i de les tribus, una pesta i conflictes familiars la van portar al desastre.
El 1454 els tahírides s'apoderaven d'Aden i el darrer emir rassúlida es va rendir.

## Llista de sobirans
- Úmar I 1229-1250
- Yússuf I 1250-1295
- Úmar II 1295-1296
- Hizabr-ad-Din Daud 1296-1322
- Saif-ad-Din Alí 1322-1363
- Dirgham-ad-Din al-Abbas 1363-1377
- Mumahhid-ad-Din Ismaïl o Ismaïl I 1377-1400
- Sala-ad-Din Àhmad 1400-1424
- al-Mansur Abd Al·lah 1424-1427
- al-Àixraf Ismaïl II 1427-1428
- al-Zahir Yahya 1428-1439
- al-Àixraf Ismaïl III 1439-1442
- Yússuf II 1442-1450/1
- Muhàmmad 1442/3
- Abd Al·lah (II) 1442/3
- al-Massud 1450/1-1454
- al-Hussayn 1450/1-1454